# Korpiluoto (ö i Satakunta, Björneborg, lat 61,41, long 22,32)
Korpiluoto är en ö i Finland. Den ligger i sjön Sääksjärvi och i kommunen Kumo i den ekonomiska regionen  Björneborgs ekonomiska region  och landskapet Satakunta, i den sydvästra delen av landet, 200 km nordväst om huvudstaden Helsingfors. Öns area är 3,1 hektar och dess största längd är 310 meter i nord-sydlig riktning.